# Pitman
Pitman és una població dels Estats Units a l'estat de Nova Jersey. Segons el cens del 2006 tenia 9.199 habitants.

## Demografia
Segons el cens del 2000, Pitman tenia 9.331 habitants, 3.473 habitatges, i 2.431 famílies. La densitat de població era de 1.573,2 habitants/km².
Dels 3.473 habitatges en un 34% hi vivien nens de menys de 18 anys, en un 55,5% hi vivien parelles casades, en un 10,9% dones solteres, i en un 30% no eren unitats familiars. En el 26% dels habitatges hi vivien persones soles l'11,1% de les quals corresponia a persones de 65 anys o més que vivien soles. El nombre mitjà de persones vivint en cada habitatge era de 2,6 i el nombre mitjà de persones que vivien en cada família era de 3,15.
Per edats la població es repartia de la següent manera: un 25,2% tenia menys de 18 anys, un 7,9% entre 18 i 24, un 28,3% entre 25 i 44, un 23,5% de 45 a 60 i un 15% 65 anys o més.
L'edat mediana era de 38 anys. Per cada 100 dones de 18 o més anys hi havia 83,3 homes.
La renda mediana per habitatge era de 49.743 $ i la renda mediana per família de 59.419 $. Els homes tenien una renda mediana de 40.894 $ mentre que les dones 30.889 $. La renda per capita de la població era de 22.133 $. Aproximadament el 2,8% de les famílies i el 5,6% de la població estaven per davall del llindar de pobresa.

## Poblacions més properes
El següent diagrama mostra les poblacions més properes.